# Мококчунг (округ)
Мококчунг (англ. Mokokchung) — округ в индийском штате Нагаленд. Административный центр — город Мококчунг. Площадь округа — 1615 км². По данным всеиндийской переписи 2001 года население округа составляло 227 230 человек. Уровень грамотности взрослого населения по данным на 2007 год составлял 100 % (среднеиндийский уровень — 59,5 %). Доля городского населения составляла 13,4 %. 95 % жителей округа исповедуют христианство.